# گرودنو (استان پومرانی غربی)
گرودنو (به لهستانی:  Grodno) یک روستا در لهستان است که در گمینا مینززدرویه واقع شده‌است.
 گرودنو  ۲۲ نفر جمعیت دارد.